# Jean Caballero
Pour les articles homonymes, voir Caballero.
Jean Caballero est un footballeur français évoluant au poste d'attaquant et jouant durant les années 1920.

## Biographie

### Stade rennais
Le joueur est titulaire lors de la finale de Coupe de France 1922 qu'il perd contre le Red Star sur le score de deux buts à zéro,. Le tour précédent, il qualifie son club aux dépens de l'Olympique de Paris grâce à un triplé dont un but à la 5e minute. 

### FC Cette
Jean Caballero participe à une seconde finale de Coupe de France en 1924 avec le FC Cette. Il affronte l'Olympique de Marseille et perd sur un score de 2-3. Son club est mené 1-0 et il est à l'origine de l'égalisation à 1-1 : il place un tir que le gardien marseillais ne parvient pas à arrêter et son coéquipier Louis Cazal saisit l'occasion pour pousser le ballon au fond des cages.